# Degache
Degache (دقاش) es una ciudad y comuna de Túnez situada a 12 kilómetros al norte de Tozeur en la región de Djerid.
Forma parte de la Gobernación de Tozeur, teniendo una población de 7.426 habitantes en 2004. Es la Chef-lieu de una delegación que lleva su nombre.
La ciudad tuvo su origen en un oasis existente desde la antigua Roma. La antigua ciudad de Thagis está situada a unos pocos kilómetros en un lugar llamado "El Kriz". La economía de la ciudad se centra en la explotación de una rica plantación de palmeras, produciendo dátiles de la variedad deglet nour. La ciudad se está incluyendo en los circuitos turísticos por el Sahara del sur de Túnez. 